# Marga Petersen
Margarete „Marga“ Petersen (* 18. September 1919 in Bremen als Margarete Kalensee; † 22. September 2002 in Ottersberg) war eine deutsche Leichtathletin und Olympiamedaillengewinnerin.

## Biografie

### Familie und Beruf
Petersen wuchs in der Bremer Neustadt auf und war mit sechs Jahren Mitglied in der Bremer Turn & Sportgemeinde von 1859. Sie soll mit 15 Jahren zum Laufsport gekommen sein, als sie für ein anderes, älteres, erkranktes Mädchen einsprang. „Ich bin im Kleid und mit Stiefeln allen davon gerannt“, sagte sie. Nach ihrer Schulzeit war sie als Kontoristin tätig. Sie heiratete später den Läufer Ewald Petersen († 1997), der Mitglied im Polizei-Sportverein war; aus der Ehe gingen zwei Söhne hervor. Nach 1997 wohnte sie in Ottersberg in der Nähe ihres Sohnes Günter, der auch ein bekannter Läufer wurde.

### Sport
Bereits 1936 wurde die damals 17-jährige Kalensee Gau-Meisterin im 4-mal-100-Meter-Staffellauf. Ihr späterer Ehemann war niedersächsischer Vizemeister über 100 Meter mit einer Zeit von 10,9 s.
Bei den Deutschen Meisterschaften 1946 in Frankfurt am Main wurde sie Deutsche Meisterin im 100-Meter-Lauf (12,2 s) und in der 4-mal-100-Meter-Staffel von Werder Bremen (50,0 s) Vizemeister. 1947 konnte sie bei den in Köln ausgetragenen Deutschen Meisterschaften ihr Ergebnis über 100 Meter (12,0 s) wiederholen, und die Staffel wurde Meister (48,7 s). Zudem wurde sie zur Sportlerin des Jahres gewählt.
Bei den Meisterschaften 1948 in Nürnberg (100 Meter mit 12,3 s; Staffel 49,0 s) als auch im Jahr darauf in Bremen (100 Meter in 12,1 s; Staffel 48,3 s) konnte sie ihre Titel jeweils verteidigen; 1949 gewann sie mit der Staffel von Werder Bremen in neuer deutscher Rekordzeit auch den Titel in der 4-mal-100-Meter-Staffel. Bei den Meisterschaften 1950 in Stuttgart wurde sie über 100 Meter Dritte (12,2 s) und mit der Werderstaffel Vizemeister (49,2 s).
Bei den Meisterschaften 1951 in Düsseldorf gewann sie erneut den deutschen Meistertitel über 100 Meter (12,2 s) und in der 4-mal-100-Meter-Staffel (48,4 s). Sie wurde im gleichen Jahr mit dem Silbernen Lorbeerblatt ausgezeichnet. Bei den deutschen Hallenmeisterschaften im selben Jahr in Berlin stellte sie einen neuen Europarekord im 50-Meter-Lauf auf und verbesserte ihn noch am gleichen Tag. Bei den Meisterschaften 1952 in Berlin wurde sie über 100 Meter Dritte (12,2 s) und mit der Staffel Deutsche Meisterin (49,1 s)
Bei den Olympischen Spielen 1952 in Helsinki gewann sie die Silbermedaille im 4-mal-100-Meter-Staffellauf (45,9 s, Weltrekord) zusammen mit ihren Teamkolleginnen Maria Sander, Ursula Knab und Helga Klein, hinter dem Team aus den USA (Gold) und vor dem Team aus Großbritannien (Bronze). In Würdigung ihrer Verdienste erhielt sie anschließend zum zweiten Mal das Silberne Lorbeerblatt, das üblicherweise nur einmal verliehen wird.
1953 wurde sie mit der Werderstaffel über 4-mal 100 Meter Vizemeister (49,1 s).
Petersen war nach der aktiven Sportzeit viele Jahre Vorstandsmitglied der Gemeinschaft der Olympiakämpfer. Sie engagierte sich auch weiterhin für den SV Werder. Bei einer Größe von 1,65 m hatte sie ein Wettkampfgewicht von 52 kg.